# راه حل نهایی (فیلم ۲۰۰۳)
«راه حل نهایی» (انگلیسی: Final Solution (2003 film)) فیلمی در ژانر مستند است.